# Yelena Tağıyeva
Yelena Nikolayevna Tağıyeva (Taghiyeva Nikolayevna), née le 14 mai 1959 à Donetsk (alors en URSS) est une géographe azerbaïdjanaise. Spécialisée en géomorphologie et dans l'étude du climat en Azerbaïdjan, ses travaux ont notamment été publiés dans l'Atlas national de la République d'Azerbaïdjan. Elle est cheffe du département de paléogéographie de l'Institut de géographie d'Azerbaïdjan.

## Biographie
Yelena Tağıyeva naît le 14 mai 1959 à Donetsk, dans l'oblast de Rostov en URSS. En 1981 elle est diplômée de la Faculté de biologie de l'Université d'État d'Azerbaïdjan. La même année, elle rejoint le département de géographie physique de l'Université d'État de Bakou comme technicienne de laboratoire. Yelena Tağıyeva soutient sa thèse de géographie sur le climat et la végétation de l'Azerbaïdjan au Pléistocène supérieur et à l'Holocène en 1992. Elle se base pour cela sur l'analyse des spores et du pollen. En 1993 elle est chercheuse principale avant de devenir cheffe du département de paléogéographie à l'institut de géographie d'Azerbaïdjan,,,.

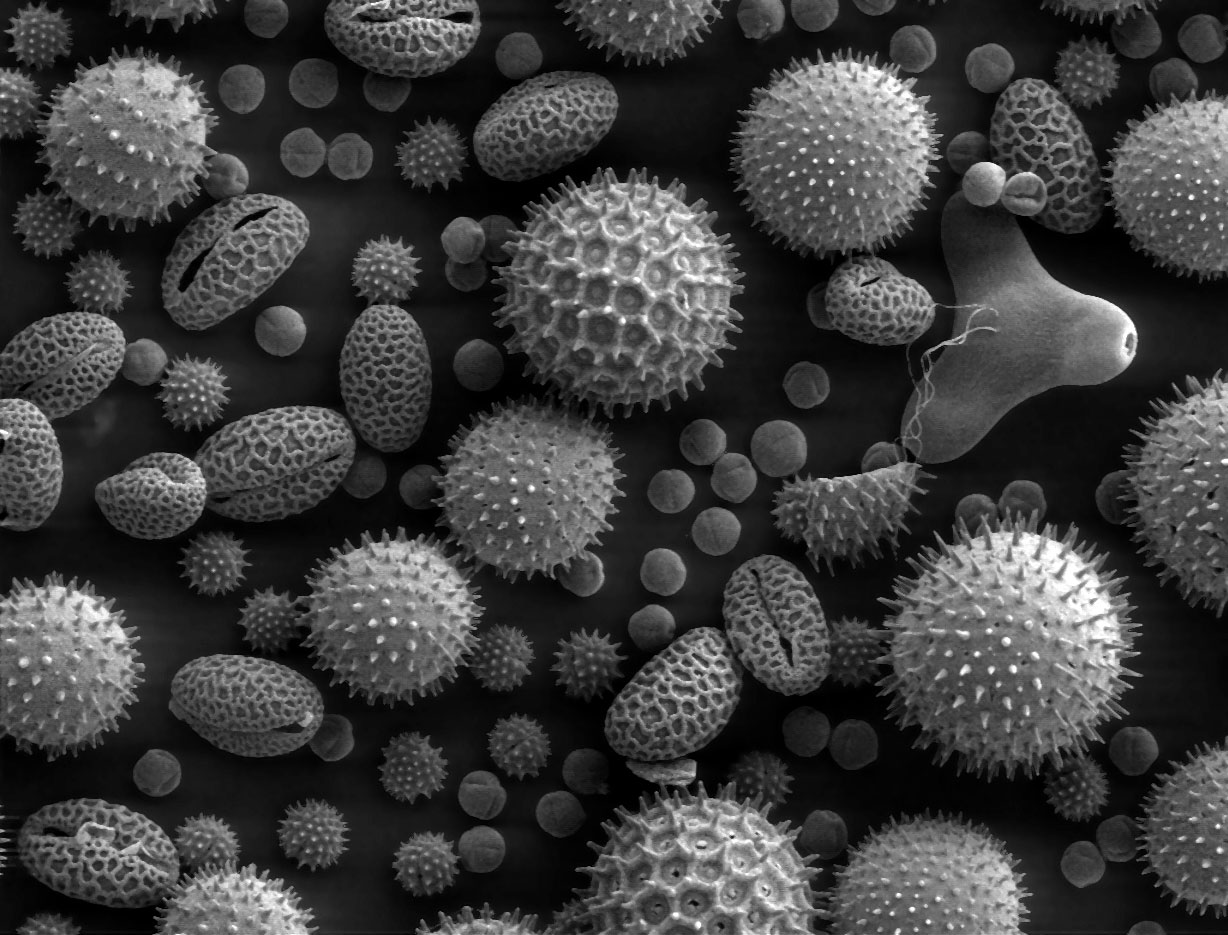
Grains de pollen actuels au microscope électronique (entre 300 et 5 μm).

## Travaux
Son analyse des restes de macro et micro-plantes permet de suivre l'évolution du climat et de la couverture végétale dans des sections chronologiques du Cénozoïque dans le Caucase. Ce travail lui permet d'établir des cartes anciennes de la végétation du Caucase et de l'Azerbaïdjan durant différentes périodes. Ses recherches mettent en avant que la composition de la végétation est passée d'un climat subtropical humide, tempéré chaud et doux à un climat semi-aride. Elle montre qu'à la fin du Miocène, la végétation des parties occidentale et orientale du Caucase du Sud est devenue une flore distincte.
Ses travaux sont repris dans huit cartes de l'Atlas national de la République d'Azerbaïdjan (az), section végétation.

## Publications
Yelena Tağıyeva est l'autrice de plus de 80 publications dont :
- (az) Yelena Tağıyeva, « Реконструкция некоторых элементов климата позднего плиоцена Азербайджана » [« Reconstitution de quelques éléments du climat du Pliocène supérieur en Azerbaïdjan »], Известия АН Азербайджана, no 3,‎ 1984, p. 15-22
- (az) Yelena Tağıyeva, « Основные закономерности формирования субрецентных спорово-пыльцевых спектров северо-восточного склона Малого Кавказа » [« Principaux schémas de formation des spectres de spores-pollens subrécents du versant nord-est du Petit Caucase »], Известия АН Аз.ССР,‎ 1985, p. 88-95
- (az) Yelena Tağıyeva, « Ландшафтно-климатические условия эоцена и олигоцена Азербайджана » [« Conditions paysagères-climatiques de l'Éocène et de l'Oligocène de l'Azerbaïdjan »], Известия АН СССР,‎ 1990, p. 79-87
- (az) Yelena Tağıyeva, « Антропогенная трансформация растительного покрова территории Азербайджана IV–II тыс. до н.э. » [« Transformation anthropique du couvert végétal du territoire de l'Azerbaïdjan »], География и природные ресурсы,‎ 1996, p. 169-176
- (az) « Некоторые аспекты эволюции растительности Кавказа в палеоцене и эоцене » [« Quelques aspects de l'évolution de la végétation du Caucase au Paléocène et à l'Éocène »], Известия АН Азербайджана,‎ 2006, p. 114-118
- (az) Yelena Tağıyeva, « Эволюция природных условий Азербайджана в кайнозое » [« Évolution des conditions naturelles de l'Azerbaïdjan au Cénozoïque »], Известия НАН Азербайджана,‎ 2008, p. 106-116
- (az) « Палеоэкологические условия обитания чело-века в Нахичевани в эпоху мустье (по материалам пещерной стоянки Газма, Азербайджан) » [« Conditions paléoécologiques de l'habitation humaine au Nakhitchevan pendant l'ère Mustye (basées sur les matériaux du site de la grotte de Gazma, Azerbaïdjan) »], Археология, этнография и антропология Евразии. Новосибирск,‎ 2010, p. 2-6
- (az) Yelena Tağıyeva, « Природные условия и первые земледельческо-скотоводческие культуры Азербайджана. Основ-ные этапы взаимодействия » [« Conditions naturelles et premières cultures agricoles et pastorales de l'Azerbaïdjan. Étapes de base de l'interaction »], Известия Российской АН Серия географическая,‎ 2014, p. 95-107